# ULAS J100759.90-010031.1
ULAS J100759.90-010031.1 ist ein Brauner Zwerg im Sternbild Sextans. Er wurde 2007 von Nicolas Lodieu et al. entdeckt und gehört der Spektralklasse T5,5 an.